# HC Slovan Ústí nad Labem
Le HC Slovan Ústečtí Lvi est un club de hockey sur glace d'Ústí nad Labem en République tchèque. Il évolue dans la 2.Liga, le troisième échelon du pays.

## Historique
Le club est créé en 1963 sous le nom de HC Slovan Ústí nad Labem. En 2007, il est renommé HC Slovan Ústečtí Lvi avant de reprendre le nom d'origine en 2014

## Palmarès
- Vainqueur de la 1.liga : 2006, 2007.
- Vainqueur de la 2.liga : 1999.